# Urcuit
Urcuit – miejscowość i gmina we Francji, w regionie Nowa Akwitania, w departamencie Pireneje Atlantyckie.
Według danych na rok 1990 gminę zamieszkiwało 1688 osób, a gęstość zaludnienia wynosiła 123 osób/km² (wśród 2290 gmin Akwitanii Urcuit plasuje się na 249. miejscu pod względem liczby ludności, natomiast pod względem powierzchni na miejscu 835.).